# 플라이스토세 후기
| 기                                                  | 세           | 절           | 백만년전      |
| --------------------------------------------------- | ------------ | ------------ | ------------- |
| 제4기                                               | 홀로세       | 메갈라야절   | 0-0.0042      |
| 제4기                                               | 홀로세       | 노스그립절   | 0.0042-0.0082 |
| 제4기                                               | 홀로세       | 그린란드절   | 0.0082-0.0117 |
| 제4기                                               | 플라이스토세 | 후기         | 0.0117-0.126  |
| 제4기                                               | 플라이스토세 | 지바절       | 0.126-0.781   |
| 제4기                                               | 플라이스토세 | 칼라브리아절 | 0.781-1.806   |
| 제4기                                               | 플라이스토세 | 젤라절       | 1.806-2.588   |
| 신진기                                              | 플리오세     | 피아첸차절   | 이전          |
| ICS에 따른 제4기의 지질 시대 구분. 2019년 5월 기준. |              |              |               |
| v • d • e • h                                       |              |              |               |

플라이스토세 후기(영어: Late Pleistocene) 또는 타란토절(영어: Tarantian)은 플라이스토세의 마지막 절이다. 플라이스토세의 마지막 빙하기 바로 전의 에미안 간빙기가 시작된 126,000 ± 5,000년 전부터 탄소-14 측정법으로 10,000년 전까지이다.
이 기간 동안 대부분은 빙하기에 해당한다. 많은 거대동물들이 멸종되었고, 이 경향은 홀로세까지 이어진다. 현생 인류가 아닌 다른 인류도 모두 멸종했다. 인류는 남극을 제외한 모든 대륙으로 퍼져나갔다.